# 日向沓掛站
日向沓掛站（日语：／ Hyūga-Kutsukake eki */?）是位於宮崎縣宮崎市清武町今泉，九州旅客鐵道（JR九州）的日豐本線車站。

## 車站構造
設有木板搭建的簡易式站房1座。左側為原站務室，現時售票窗口及驗票窗口皆已被木板圍封；右側為一簡易式男、女共用洗手間（2021年起亦已圍封）。通過開放式驗票口後，沿行人天橋連接至外出的月台。而站對則設有數個單車停泊欄杆。
本站並沒有設有短距離售票機，但因2015年引入SUGOCA後，被劃入為宮崎地區適用範圍，便在舊驗票窗口對出加裝了一對專為出、入閘而設的簡易式拍卡機。

### 月台
設有島式月台1座。路軌採用「直入側出」的配置，即任何一方進站時，都是按主軌道方式入站（左側）；但出站時，則便成了對面線的側線而要慢入回主路軌。
| 月台 | 路線      | 上下行 | 方向                                                |
| ---- | --------- | ------ | --------------------------------------------------- |
| 1    | ■日豐本線 | 上行   | 南宮崎、宮崎、宮崎神宮、佐土原、高鍋、延岡方向      |
| 2    | ■日豐本線 | 下行   | 田野、都城、西都城、鹿兒島中央、經■吉都線往吉松方向 |

## 歷史
- 1965年：

- 9月15日：日本國有鐵道開設日向沓掛號誌站。
- 10月1日：號誌站升級為車站，日向沓掛站啟用。

- 1979年10月1日：隨著南宮崎至鹿兒島之間引入CTC，成為無人車站。
- 1987年4月1日：伴隨國鐵分割民營化，車站由九州旅客鐵道（JR九州）營運。
- 2015年11月14日：此站可以使用IC卡「SUGOCA」[2]。
- 2022年4月1日：隨宮崎綜合鐵道事業部改組，並且昇格為宮崎支社（日语：九州旅客鉄道宮崎支社），車站管理權由宮崎支社承繼[3]。

## 使用狀況
以下為近年1日平均乘車人次。2016年起，因JR九州只公佈使用人數首300個車站的人數，本站因未標而沒有再顯示實質人數，2021年度更是因每日使用人數少於100人而未有在任何列表之中。
| 年度     | 1日平均 乘車人次 |
| -------- | ---------------- |
| 1996年   | 112              |
| 1997年   | 103              |
| 1998年   | 112              |
| 1999年   | 109              |
| 2000年   | 105              |
| 2001年   | 86               |
| 2002年   | 90               |
| 2003年   | 80               |
| 2004年   | 86               |
| 2005年   | 87               |
| 2006年   | 83               |
| 2007年   | 90               |
| 2008年   | 98               |
| 2009年   | 97               |
| 2010年   | 100              |
| 2011年   | 87               |
| 2012年   | 94               |
| 2013年   | 98               |
| 2014年   | 88               |
| 2015年   | 85               |
| 2016年起 | 沒有資料         |

## 相鄰車站
九州旅客鐵道
■日豐本線
- 特急「霧島」

通過
- 普通列車

清武－日向沓掛－田野

## 外部連結
- JR九州日向沓掛站 （页面存档备份，存于）